# Margosatubig
Margosatubig là một đô thị cấp bốn ở tỉnh Zamboanga del Sur, Philippines. Theo điều tra dân số năm 2000, đô thị này có dân số 34.461 người trong 6.560 hộ.

## Các đơn vị hành chính
Margosatubig, về mặt hành chính, được chia thành 17 khu phố (barangay).
| - Balintawak - Bularong - Digon - Guinimanan - Igat Island - Josefina - Kalian - San Roque (Kolot) - Limamawan | - Limbatong - Lumbog - Magahis - Poblacion - Sagua - Talanusa - Tiguian - Tulapok |